# SG Germania Wiesbaden
Maillots
Le Germania Wiesbaden est un club sportif allemand localisé, à Wiesbaden dans la Hesse.

## Histoire
Le club fut fondé en 1903. Il débute dans la A-Klasse Südmain. Par la suite, il recula rapidement dans les divisions inférieures de sa région.
Après la Première Guerre mondiale, le Germania fut versé dans la Kreisliga Hessen qu’il remporta dès sa première saison en 1920. Dans la phase de groupe qui suivit en vue d’une qualification  pour le Championnat d’Allemagne du Sud, le club fut battu par le SV Saar 05 Saarbrücken et le Pfalz Ludwigshafen.
Lors des saisons suivantes, le Germania Wiesbaden ne confirma pas sa performance initiale. En 1923, il fut relégué à la suite d'une réforme des ligues du Sud. Alors que ce formait la Bezirksliga Rheinhessen-Saar, le cercle fut renvoyé en Kreisliga Rhein-Main.
Au terme de la saison 1925-1926, le Germania fut proche de la montée en terminant à égalité de points avec Alemannia Worms. Celui-ci remporta le match de barrage destiné à les départager (0–2). L’année suivante, le club eut le même résultat avec une courte défaite (0-1) face à Olympia Worms. Le Germania obtint enfin sa promotion en 1928.
Au début des années 1930, une fusion réunit le Germania Wiesbaden avec son rival et voisin du SV Wiesbaden 1899. Cependant, dès 1934, le Germania reprit sa route de manière indépendante.
Dissous par les Alliés en 1945, comme tous les clubs et associations allemands (voir Directive n°23), le Germania fut rapidement reconstitué.
Il fut versé dans la Bezirksklasse Wiesbaden (niveau 3). Quelques saisons plus tard, en 1951, le club joua en 2. Amateurliga Wiesbaden (niveau 4 à la suite de diverses réorganisations des ligues). Deux ans plus tard, le club il gagna le droit d’accéder à la Amateurliga Hessen (niveau 3 de l’époque). La meilleure saisons du cercle fut celle de 1955–1956. Le Germania fut vice champion, 14 points derrière le SpVgg 03 Neu-Isenburg. À la fin de la compétition suivante, il termina avant-dernier et descendit.
Le Germania Wiesbaden joua ensuite à l’ascenseur, montant en 1958 et 1960, mais en étant relégué en 1959 et 1961. En 1962, le cercle termina le championnat en se stabilisant au niveau 3.
En 1965, le Germania remporta la coupe régionale (Hessen Pokal). Puis au terme de la saison 1965-1966, il monta en Regionalliga Süd, soit la Division 2 de l’époque derrière la Bundesliga.
17e sur 18, la saison suivante, le Germania Wiesbaden retourna directement au niveau 3. Après deux championnats de lutte âpre, le club descendit au niveau 4, à l’époque la Verbandsliga Hessen-Süd. En 1970, le cercle remonta d’un cran sous les ordres d’un certain Otto Baric qui débutait sa carrière d’entraîneur.
Après une jolie 4e place, le Germania fut relégué en 1973. Trois saisons plus tard, le club glissa au 5e niveau de la hiérarchie allemande. En 1980,il échoua au niveau 6.
À partir de 1982, le club remonta en Bezirksliga, puis en Landesliga, en l’espace de deux ans. En 1988, il redescendit d’un niveau.

## Palmarès
- Champion de la Kreisliga Hessen: 1920.
- Champion de la Kreisliga Rhein-Main: 1925, 1926, 1927, 1929.
- Champion de la 1.Amateurliga Hessen: 1966.

Champion de la 2. Amateurliga Wiesbaden: 1953, 1958, 1960, 1962.
- Champion de la Verbandsliga Hessen-Süd: 1970.
- Chamopion de la Bezirksklasse Wiesbaden: 1951, 1983.
- Champion de la A-Klasse Wiesbaden: 1982, 2003, 2006.
- Vainqueur de la Hessen Pokal: 1965.